# پرانیانی
پرانیانی (به صربی: Pranjani) یک روستا در صربستان است که در Moravica District واقع شده‌است.